# 안창환 (배우)
안창환(1985년 6월 28일 ~ )은 대한민국의 배우이다.

## 학력
- 수원대학교 연극영화학부

## 출연작

### 영화
- 《고맙다 전일아》 (2010년) - 전일 역
- 《소굴》 (2011년) - 강간범 역
- 《불》 (2013년)
- 《그랜드파더》 (2016년) - 종도부하 3 역
- 《사투》 (2016년)
- 《지연》 (2017년)
- 《허물다》 (2017년)
- 《사라진 밤》 (2018년) - 후배형사 역
- 《걸캅스》 (2019년) - 강상두 역
- 《교섭》 (2023년) - 심 정보 역

### 드라마
- 《드림나이트》 (2015년, 웹드라마)
- 《힘쎈여자 도봉순》 (2017년, JTBC) - 정준태 역
- 《슬기로운 감빵생활》 (2017년, tvN) - 똘마니 / 안동호 역
- 《우리가 만난 기적》 (2018년, KBS2) - 탁만식 역
- 《미스트리스》 (2018년, OCN) - 손창현 역
- 《열혈사제》 (2019년, SBS) - 쏭삭 테카라타나푸라서트 역
- 《검사내전》 (2019년, JTBC) - 이정환 역
- 《쌍갑포차》 (2020년, JTBC) - 하 대리 역 (특별출연)
- 《편의점 샛별이》 (2020년, SBS) - 편의점 아르바이트 지원자, 쏭싹 역 (특별출연)
- 《루카：더 비기닝》 (2021년, tvN) - 원이 역
- 《빈센조》 (2021년, tvN) - 길벗 역 (특별출연)
- 《월간 집》 (2021년, JTBC) - 남상순 역
- 《슬기로운 의사생활 시즌2》 (2021년, tvN) - 백형도 역
- 《한 사람만》 (2021년, JTBC) - 신태일 역
- 《지금부터, 쇼타임!》 (2022년, MBC) - 양태춘 역
- 《조선 정신과 의사 유세풍》 (2022년, tvN) - 만복 역
- 《조선 정신과 의사 유세풍 2》 (2023년, tvN) - 만복 역
- 《모래에도 꽃이 핀다》 (2023년, ENA) - 이경문 역
- 《야한(夜限) 사진관》 (2024년, ENA) - 이선호 역
- 《열혈사제 Part Ⅱ》 (2024년, SBS) - 쏭삭 테카라타나푸라서트 역

### 연극
- 《재생불량소년》 (2016년) - 코치 / 의사 / 간호사 역

## 예능
- 2019년 5월 11일 JTBC 《아는 형님》 179회 (with. 정영주, 고준)

## 광고
- 하나카드

## 수상 및 후보
| 연도 | 시상식                      | 부문                                        | 작품            | 결과 |
| ---- | --------------------------- | ------------------------------------------- | --------------- | ---- |
| 2019 | 제12회 코리아 드라마 어워즈 | 남자 인기캐릭터상                           | 열혈사제        | 수상 |
| 2019 | SBS 연기대상                | 남자 베스트 캐릭터상                        | 열혈사제        | 후보 |
| 2019 | SBS 연기대상                | 조연상 팀부문 (with 백지원, 고규필, 전성우) | 열혈사제        | 수상 |
| 2024 | SBS 연기대상                | 신스틸러상                                  | 열혈사제 Part Ⅱ | 수상 |